# Liste der Gebietsänderungen in Sachsen-Anhalt 2009
Die Liste der Gebietsänderungen in Sachsen-Anhalt 2009 enthält Änderungen an Gemeindegebieten des Landes Sachsen-Anhalt in der Zeit vom 1. Januar 2009 bis zum 31. Dezember 2009. Dazu zählen unter anderem Zusammenschlüsse und Trennungen von Gemeinden, Eingliederungen von Gemeinden in eine andere, Änderungen des Gemeindenamens und Umgliederungen von Teilen einer Gemeinde in eine andere.

## Legende
- Datum: juristisches Wirkungsdatum der Gebietsänderung
- Gemeinde vor der Änderung: Gemeinde vor der Gebietsänderung
- Gebietsänderung: Art der Gebietsänderung
- Gemeinde nach der Änderung: Gemeinde nach der Gebietsänderung
- Landkreis: Landkreis der Gemeinde nach der Gebietsänderung

Die Sortierung erfolgt chronologisch: Datum, kreisfreie Städte, Landkreise, aufnehmende oder neu gebildete Gemeinde. Heute noch bestehende Gemeinden sind farbig unterlegt.

## Liste
| Datum      | Gemeinde vor der Änderung                                                                                      | Maßnahme        | Gemeinde nach der Änderung | Landkreis              |
| ---------- | --- | --------------- | -------------------------- | ---------------------- |
| 01.01.2009 | Bandau Hohentramm Jeeben Mellin Tangeln                                                                        | Eingliederung   | Beetzendorf                | Altmarkkreis Salzwedel |
| 01.01.2009 | Bonese Dähre Lagendorf                                                                                         | Zusammenschluss | Dähre                      | Altmarkkreis Salzwedel |
| 01.01.2009 | Altmersleben Güssefeld Kahrstedt Kalbe (Milde) Neuendorf am Damm Wernstedt Winkelstedt                         | Zusammenschluss | Kalbe (Milde)              | Altmarkkreis Salzwedel |
| 01.01.2009 | Ahlum Bierstedt Rohrberg                                                                                       | Zusammenschluss | Rohrberg                   | Altmarkkreis Salzwedel |
| 01.01.2009 | Benkendorf | Eingliederung   | Salzwedel                  | Altmarkkreis Salzwedel |
| 01.01.2009 | Farsleben | Eingliederung   | Wolmirstedt                | Börde                  |
| 01.01.2009 | Neinstedt Weddersleben                                                                                         | Eingliederung   | Thale                      | Harz                   |
| 01.01.2009 | Lübs | Eingliederung   | Gommern                    | Jerichower Land        |
| 01.01.2009 | Dörnitz Hobeck Küsel Loburg Rosian Schweinitz Tryppehna Wallwitz Zeddenick                                     | Eingliederung   | Möckern                    | Jerichower Land        |
| 01.01.2009 | Brücken (Helme) Hackpfüffel                                                                                    | Zusammenschluss | Brücken-Hackpfüffel        | Mansfeld-Südharz       |
| 01.01.2009 | Bischofrode Osterhausen Schmalzerode                                                                           | Eingliederung   | Lutherstadt Eisleben       | Mansfeld-Südharz       |
| 01.01.2009 | Beuna (Geiseltal)                                                                                              | Eingliederung   | Merseburg                  | Saalekreis             |
| 01.01.2009 | Groß Schierstedt Neu Königsaue Schackenthal Westdorf                                                           | Eingliederung   | Aschersleben               | Salzlandkreis          |
| 01.01.2009 | Plötzky Pretzien Ranies                                                                                        | Eingliederung   | Schönebeck (Elbe)          | Salzlandkreis          |
| 01.01.2009 | Förderstedt Neundorf (Anhalt)                                                                                  | Eingliederung   | Staßfurt                   | Salzlandkreis          |
| 01.01.2009 | Bertkow Goldbeck                                                                                               | Zusammenschluss | Goldbeck                   | Stendal                |
| 01.01.2009 | Altenzaun Hohenberg-Krusemark                                                                                  | Zusammenschluss | Hohenberg-Krusemark        | Stendal                |
| 01.01.2009 | Buko Cobbelsdorf Köselitz Senst Serno                                                                          | Eingliederung   | Coswig (Anhalt)            | Wittenberg             |
| 01.01.2009 | Globig-Bleddin                                                                                                 | Eingliederung   | Kemberg                    | Wittenberg             |
| 01.01.2009 | Abtsdorf Mochau                                                                                                | Eingliederung   | Lutherstadt Wittenberg     | Wittenberg             |
| 01.03.2009 | Schortewitz | Eingliederung   | Zörbig                     | Anhalt-Bitterfeld      |
| 01.03.2009 | Düben Klieken                                                                                                  | Eingliederung   | Coswig (Anhalt)            | Wittenberg             |
| 06.03.2009 | Abberode Braunschwende Friesdorf Hermerode Molmerswende Ritzgerode                                             | Eingliederung   | Mansfeld                   | Mansfeld-Südharz       |
| 30.06.2009 | Burkersroda | Eingliederung   | Balgstädt                  | Burgenlandkreis        |
| 01.07.2009 | Altensalzwedel Apenburg Winterfeld                                                                             | Zusammenschluss | Apenburg-Winterfeld        | Altmarkkreis Salzwedel |
| 01.07.2009 | Algenstedt Berge Hemstedt Kloster Neuendorf Schenkenhorst                                                      | Eingliederung   | Gardelegen                 | Altmarkkreis Salzwedel |
| 01.07.2009 | Kuhfelde Püggen Siedenlangenbeck Valfitz                                                                       | Zusammenschluss | Kuhfelde                   | Altmarkkreis Salzwedel |
| 01.07.2009 | Ellenberg Gieseritz Wallstawe                                                                                  | Zusammenschluss | Wallstawe                  | Altmarkkreis Salzwedel |
| 01.07.2009 | Brehna Glebitzsch Petersroda Roitzsch Sandersdorf                                                              | Zusammenschluss | Sandersdorf-Brehna         | Anhalt-Bitterfeld      |
| 01.07.2009 | Altbrandsleben Hornhausen Schermcke                                                                            | Eingliederung   | Oschersleben (Bode)        | Börde                  |
| 01.07.2009 | Glindenberg | Eingliederung   | Wolmirstedt                | Börde                  |
| 01.07.2009 | Herrengosserstedt Klosterhäseler Wischroda                                                                     | Zusammenschluss | An der Poststraße          | Burgenlandkreis        |
| 01.07.2009 | Altenroda Bad Bibra Golzen Thalwinkel                                                                          | Zusammenschluss | Bad Bibra                  | Burgenlandkreis        |
| 01.07.2009 | Größnitz Hirschroda                                                                                            | Eingliederung   | Balgstädt                  | Burgenlandkreis        |
| 01.07.2009 | Burgholzhausen Eckartsberga Tromsdorf                                                                          | Zusammenschluss | Eckartsberga               | Burgenlandkreis        |
| 01.07.2009 | Billroda Lossa                                                                                                 | Zusammenschluss | Finne                      | Burgenlandkreis        |
| 01.07.2009 | Kahlwinkel Saubach Steinburg                                                                                   | Zusammenschluss | Finneland                  | Burgenlandkreis        |
| 01.07.2009 | Pödelist Schleberoda Weischütz Zeuchfeld                                                                       | Eingliederung   | Freyburg (Unstrut)         | Burgenlandkreis        |
| 01.07.2009 | Baumersroda Ebersroda                                                                                          | Eingliederung   | Gleina                     | Burgenlandkreis        |
| 01.07.2009 | Bucha Memleben Wohlmirstedt                                                                                    | Zusammenschluss | Kaiserpfalz                | Burgenlandkreis        |
| 01.07.2009 | Möllern Taugwitz                                                                                               | Zusammenschluss | Lanitz-Hassel-Tal          | Burgenlandkreis        |
| 01.07.2009 | Burgscheidungen Kirchscheidungen                                                                               | Eingliederung   | Laucha an der Unstrut      | Burgenlandkreis        |
| 01.07.2009 | Röcken | Eingliederung   | Lützen                     | Burgenlandkreis        |
| 01.07.2009 | Wangen | Eingliederung   | Nebra (Unstrut)            | Burgenlandkreis        |
| 01.07.2009 | Döbris Geußnitz Kayna Nonnewitz Würchwitz                                                                      | Eingliederung   | Zeitz                      | Burgenlandkreis        |
| 01.07.2009 | Darlingerode Drübeck                                                                                           | Eingliederung   | Ilsenburg (Harz)           | Harz                   |
| 01.07.2009 | Altenbrak Treseburg                                                                                            | Eingliederung   | Thale                      | Harz                   |
| 01.07.2009 | Schierke | Eingliederung   | Wernigerode                | Harz                   |
| 01.07.2009 | Reesen | Eingliederung   | Burg                       | Jerichower Land        |
| 01.07.2009 | Gladau Paplitz Tucheim                                                                                         | Eingliederung   | Genthin                    | Jerichower Land        |
| 01.07.2009 | Tilleda (Kyffhäuser)                                                                                           | Eingliederung   | Kelbra (Kyffhäuser)        | Mansfeld-Südharz       |
| 01.07.2009 | Martinsrieth Riethnordhausen                                                                                   | Eingliederung   | Wallhausen                 | Mansfeld-Südharz       |
| 01.07.2009 | Beelitz | Eingliederung   | Arneburg                   | Stendal                |
| 01.07.2009 | Hassel Sanne                                                                                                   | Zusammenschluss | Hassel                     | Stendal                |
| 01.07.2009 | Sandauerholz                                                                                                   | Eingliederung   | Iden                       | Stendal                |
| 01.07.2009 | Ballerstedt Düsedau Erxleben Flessau Gladigau Königsmark Krevese Meseberg Osterburg (Altmark) Rossau Walsleben | Zusammenschluss | Osterburg (Altmark)        | Stendal                |
| 01.07.2009 | Bad Schmiedeberg Korgau Meuro Pretzsch (Elbe) Priesitz Schnellin Söllichau Trebitz                             | Zusammenschluss | Bad Schmiedeberg           | Wittenberg             |
| 01.07.2009 | Hundeluft Jeber-Bergfrieden Möllensdorf Ragösen                                                                | Eingliederung   | Coswig (Anhalt)            | Wittenberg             |
| 02.07.2009 | Magdeburgerforth Reesdorf                                                                                      | Eingliederung   | Möckern                    | Jerichower Land        |
| 15.07.2009 | Friedrichsaue Frose Hoym Nachterstedt Schadeleben                                                              | Zusammenschluss | Seeland                    | Salzlandkreis          |
| 01.08.2009 | Dankerode Güntersberge Harzgerode Königerode Schielo Siptenfelde Straßberg                                     | Zusammenschluss | Harzgerode                 | Harz                   |
| 01.09.2009 | Bobbau | Eingliederung   | Bitterfeld-Wolfen          | Anhalt-Bitterfeld      |
| 23.11.2009 | Friedrichsbrunn Stecklenberg                                                                                   | Eingliederung   | Thale                      | Harz                   |
| 31.12.2009 | Bregenstedt | Eingliederung   | Erxleben                   | Börde                  |
| 31.12.2009 | Utenbach | Eingliederung   | Löbitz                     | Burgenlandkreis        |
| 31.12.2009 | Friedensdorf Günthersdorf Horburg-Maßlau Kötschlitz Kötzschau Kreypau Rodden Spergau Zöschen Zweimen           | Eingliederung   | Leuna                      | Saalekreis             |